# Delias elongatus
Delias elongatus is een vlindersoort uit de familie van de Pieridae (witjes), onderfamilie Pierinae.
Delias elongatus werd in 1911 beschreven door Kenrick.